# Hitomi
Hitomi (japonès: ヒトミ)  (Kawasaki, 26 de gener de 1976) és una cantant de J-Pop, que escriu les seues pròpies cançons, a part d'ama i productor executiu del seu propi segell discogràfic en Avex. El seu nom de naixement és Hitomi Furuya (古谷仁美, Furuya Hitomi), encara que en el període que va estar casada entre el 2002 i el 2007 el seu cognom legal fou el de Uesugi (上杉).

## Inicis
Des de 1993 hitomi decideix començar una carrera de moda per a la revista de modes coneguda com fine, per a més tard entrar dins de la televisió en el programa Space Shower TV, amb només 17 anys. Ací coneix al famós productor i músic Tetsuya Komuro, qui li va oferir l'oportunitat de començar una carrera com a cantant.

## 1994 - 1999: GO TO THE TOP h
L'any següent l'artista va llançar la seua primer senzill, titulat "Let's Play Winter", produït per Komuro, i sota el segell avex trax, però no va assolir causar un gran impacte en el públic japonès, i ni tan sols va assolir entrar a les llistes d'Oricon. El seu segon senzill "WE ARE "LONELY GIRL" va córrer millor sort, i va arribar com posició màxima al Top 60 de les llistes nipones. Recent amb la seua tercer senzill "CANDY GIRL", cançó imatge d'un dels productes de Kodak, que assoleix arribar al Top 15 de les llistes, i aquest és considerat el seu primer èxit en la indústria.
Des del seu debut en la música hitomi va voler formar part de tots els aspectes de la seua música; va escriure les seues pròpies cançons des del començament, així com co-produir executivament tots els seus llançaments. El seu primer àlbum d'estudi llançat a la fi de setembre del 1995, GO TO THE TOP, va arribar un èxit regular en el seu país, arribant al lloc nombre 3 de les llistes d'Oricon amb poc més de 400 mil còpies venudes.
El 1996 el seu segon àlbum d'estudi, by myself, es va convertir en un gran èxit i la va catapultar a la fama massiva en el seu país, al convertir-se en el seu primer treball que assoleix arribar al primer lloc de les llistes d'Oricon, venent més de 800 mil còpies. La carrera de hitomi va començar a donar més fruits, i va aconseguir que tres dels seus primers àlbums s'acapararen en els primers llocs de les llistes de discos més venuts. Amb l'ajuda i suport de Komuro, hitomi també va començar a madurar com a cantant, adquirint de poc el coratge per a començar a escriure les seues pròpies cançons.
A pesar d'açò mai se li va considerar una màquina "fa-èxits" dins de la Família Komuro, i el 1999 es va allunyar de la seua producció; les raons de la separació mai van ser aclarides, però potser també siga perquè l'artista volia explorar altres estils diferents dels que Komuro tenia al cap per a ella de synth pop. Des d'aqueix moment la cantant va treballar amb els productors i arranjistes que ella va estimar millors.
L'últim senzill de la cantant produït per la família Komuro va ser el de "Sora", i després del llançament de la seua primera compilació de senzills titulat "h" aquesta primera etapa va ser tancada.

## 2000 - 2004: Love Live Traveler
Des del seu debut hitomi va ser considerada una marioneta i també una xiqueta Pop més dins dels molts artistes involucrats amb Tetsuya Komuro, però després d'allunyar-se de la seua protecció i començar en solitari, amb un estil pop rock cada vegada més gosat, es va comprovar tot el contrari. Més tard va ser considerada l'exemple de dona independent, i és considerada una celebritat per dones de la seua mateixa generació, que la veuen com un model a seguir.
L'evolució musical d'hitomi des del pop al pop rock va ser donant-se a poc a poc, però després d'allunyar-se de la influència musical dels Komuro, aquest canvi es va fer encara més evident. El seu primer senzill d'aquesta nova etapa va ser el de Progress, tema produït pel músic Ryo Yoshimata. Però no fou fins a l'arribada del nou mil·lenni que hitomi arribaria al cim de les seues capacitats com artista, escriptora, compositora i intèrpret, amb l'ajut del músic i compositor de rock i neo-acoustic Zentaro Watanabe.
El seu primer single de l'any 2000, titulat "LOVE 2000", fou un gran èxit, posicionant-se dins dels primers llocs d'allò més venut del país nipó. Així també el seu cinquè àlbum d'estudi LOVE LIFE, llançat el mateix any, va entrar al segon lloc de les llistes d'Oricon, catalogant-se així com un dels seus treballs discogràfics més reeixits.

## Des del 2005: Love Concent ~ Peace
La primera meitat del mil·lenni va destacar l'estil Pop rock, fins que amb la seua senzill núm.28 "Japanese girl", llançat el 2005, hitomi va canviar la seua faceta acostant-se novament al Pop, però amb elements de la Música electrònica més estilitzats que els va usar als començaments de la seua carrera. També aquest senzill va ser el primer llançat dins de LOVE LIFE RECORDS, el sub-segell personal d'hitomi que Avex va crear exclusivament per a ella, en honor del compliment dels seus deu anys en l'entreteniment. Ja com una artista adulta, amb més de 10 anys en l'entreteniment, que ja té el seu propi segell discogràfic dins d'Avex, així que pot donar-se certs gustos, com ja fer la música que ella decidisca. S'ha convertit en una icona de la moda per a les seues fanàtics, principalment dones de la seua mateixa generació que la veuen com un model a seguir. També hitomi és una apassionada per la música i la moda, tant així que va dedicar la seua gira hitomi japanese girl collection 2005 LOVE，MUSIC，LOVE FASHION de l'any 2005 a aquests dos conceptes.
Les seues vendes han anat decaient amb el temps, però ha experimentat fortes recuperacions, amb el seu exemple més recent el senzill "GO MY WAY" del 2006, que després de baixes vendes de les seues anteriors senzills va poder repuntar-se novament almenys a l'interior dels 25 senzills més venuts d'Oricon, arribant a més de 21 mil còpies venudes. Tots els experiments musicals que recentment han marcat la carrera d'hitomi van ser planejats per al seu primer àlbum en 2 anys i mig, LOVE CONCENT del setembre del 2006, on també hitomi va debutar com compositora en alguns dels temes per primera vegada.
Després d'açò hitomi va deixar de fer notícia per la seua música per un temps considerable, ja que es preparava el seu debut com a actriu en la pel·lícula de terror Akumu Tantei (Detectiu Malson) estrenada el 2007. on co-va protagonitzar juntament amb l'actor Ryuhei Matsuda. Els únics llançaments d'hitomi musicalment per a enguany és una col·lecció de luxe titulada peace, que recopilarà tant musicalment com visualment tots els treballs de hitomi com a cantant. Poc després d'anunciar-se el llançament d'aquesta compilació, el 2 de novembre del 2007 els mitjans anunciaren que hitomi s'havia separat del seu marit, després de 4 anys de matrimoni.
hitomi llança un nou senzill en format digital titulat Fight for Your Run ☆, lliurat el 20 d'agost del 2008.
En 11 de juliol del 2008 Anunci en el seu blog que s'havia casat, que estava embarassada, açò ho tornà a confirmar en l'esdeveniment A-Nation 2008 que va tenir lloc en Ajinomoto Stadium el 30 d'agost del 2008. hitomi va donar a llum a un nadó el 23 de desembre del 2008.
A l'abril hitomi anunci el seu retorn a la música amb un nou senzill titulat WORLD! WIDE! LOVE!, aquest salda a la venda el 20 de maig del 2009, seguit d'un nou disc inèdit titulat Love Life 2, La cantant llançara el seu novè disc el dia 10 de juny del 2009

## Discografia
Àlbums d'estudi
1. GO TO THE TOP (27 de setembre de 1995) — #3
2. by myself (11 de setembre de 1996) — #1
3. déjà vu (12 de novembre de 1997) — #2
4. thermo plastic (13 d'octubre de 1999) — #2
5. LOVE LIFE (13 de desembre del 2000) — #2
6. huma-rhythm (30 de gener del 2002) — #1
7. TRAVELER (12 de maig del 2004) — #2
8. LOVE CONCENT (27 de setembre del 2006) — #13
9. Love Life 2 (10 de juny del 2009)

Compilacions
- h (24 de febrer de 1999) — #1
- SELF PORTRAIT (4 de setembre del 2002) — #1
- HTM～TIARTROP FLES～ (16 d'octubre del 2003) — #19

Senzills
1. Let's Play Winter (28 de novembre de 1994) — no entró al rànquing
2. WE ARE "LONELY GIRL" (22 de febrer de 1995) — #61
3. CANDY GIRL (21 d'abril de 1995) — #15
4. GO TO THE TOP (26 de juliol de 1995) — #19
5. SEXY (28 de febrer de 1996) — #9
6. In the future / Shinin' On (22 de maig de 1996) — #7
7. by myself (7 d'agost de 1996) — #7
8. BUSY NOW (9 d'abril de 1997) — #4
9. problem (11 de juny de 1997) — #6
10. PRETTY EYES (1 d'octubre del 1997) — #5
11. Sora (空) (22 d'abril del 1998) — #19
12. Progress (2 de desembre del 1998) — #20
13. Someday (27 de gener del 1999) — #25
14. Kimi no Tonari (君のとなり) (16 de juny del 1999) — #13
15. there is... (4 d'agost del 1999) — #17
16. Taion (体温) (6 d'octubre del 1999) — #19
17. LOVE 2000 (LOVE Nisen) del 28 de juny, 2000) — #5
18. MARIA, 20 de setembre del 2000) — #12
19. Kimi ni KISS (キミにKISS) (8 de novembre del 2000) — #9
20. INNER CHILD (18 de maig del 2001) — #16
21. IS IT YOU? (22 d'agost del 2001) — #4
22. I am / innocence (24 d'octubre del 2001) — #7
23. SAMURAI DRIVE (9 de gener del 2002) — #3
24. Understanding (14 de febrer del 2002) — #10
25. flow / BLADE RUNNER (21 d'agost del 2002) — #9
26. Hikari (ヒカリ) (11 de febrer del 2004) — #16
27. Kokoro no Tabibito (心の旅人) / SPEED☆STAR (28 d'abril del 2004) — #27
28. Japanese girl (1 de juny del 2005) — #17
29. Love Angel (24 d'agost del 2005) — #34
30. CRA“G”Y☆MAMA (23 de novembre del 2005) — #46
31. GO MY WAY (10 de maig del 2006) - #22
32. AI NO KOTOBA (アイ ノ コトバ) (13 de setembre del 2006) - #49
33. WORLD! WIDE! LOVE! (20 de maig del 2009)

Dvd
- nine clips (29 de març del 2000)
- nine clips 2 (7 de març del 2001)
- LIVE TOUR 2001 LOVE LIFE (22 d'agost del 2001)
- PLUS (プラス) (nine clips + nine clips 2) (13 de març del 2002)
- hitomi LIVE TOUR 2002 huma-rhythm (4 de setembre del 2002)
- frozen in time (4 de desembre del 2002)
- hitomi live tour 2004 TRAVELER (29 de setembre del 2001)
- hitomi 2005 10TH ANNIVERSARY LIVE THANK YOU (1 de juny del 2005)
- hitomi japanese girl collection 2005～LOVE，MUSIC，LOVE FASHION～ (23 de novembre del 2005)

Vhs
- nine clips (29 de març del 2000)
- nine clips 2 (7 de març del 2001)
- LIVE TOUR 2001 LOVE LIFE (22 d'agost del 2001)